# Dasyrhicnoessa priapus
Dasyrhicnoessa priapus är en tvåvingeart som beskrevs av Lorenzo Munari 2004. Dasyrhicnoessa priapus ingår i släktet Dasyrhicnoessa och familjen Canacidae. Inga underarter finns listade i Catalogue of Life.